# Al-Mubashshir ibn Fatik
Abu al-Wafa' al-Mubashshir ibn Fatik in arabo ابو الوفاء المبشّر بن فاتك‎? Abū al-Wafā’ Al-Mubaššir ibn Fātik (Damasco, 1019 – 1097) è stato un filosofo e matematico arabo, ma scrisse anche di logica e medicina.

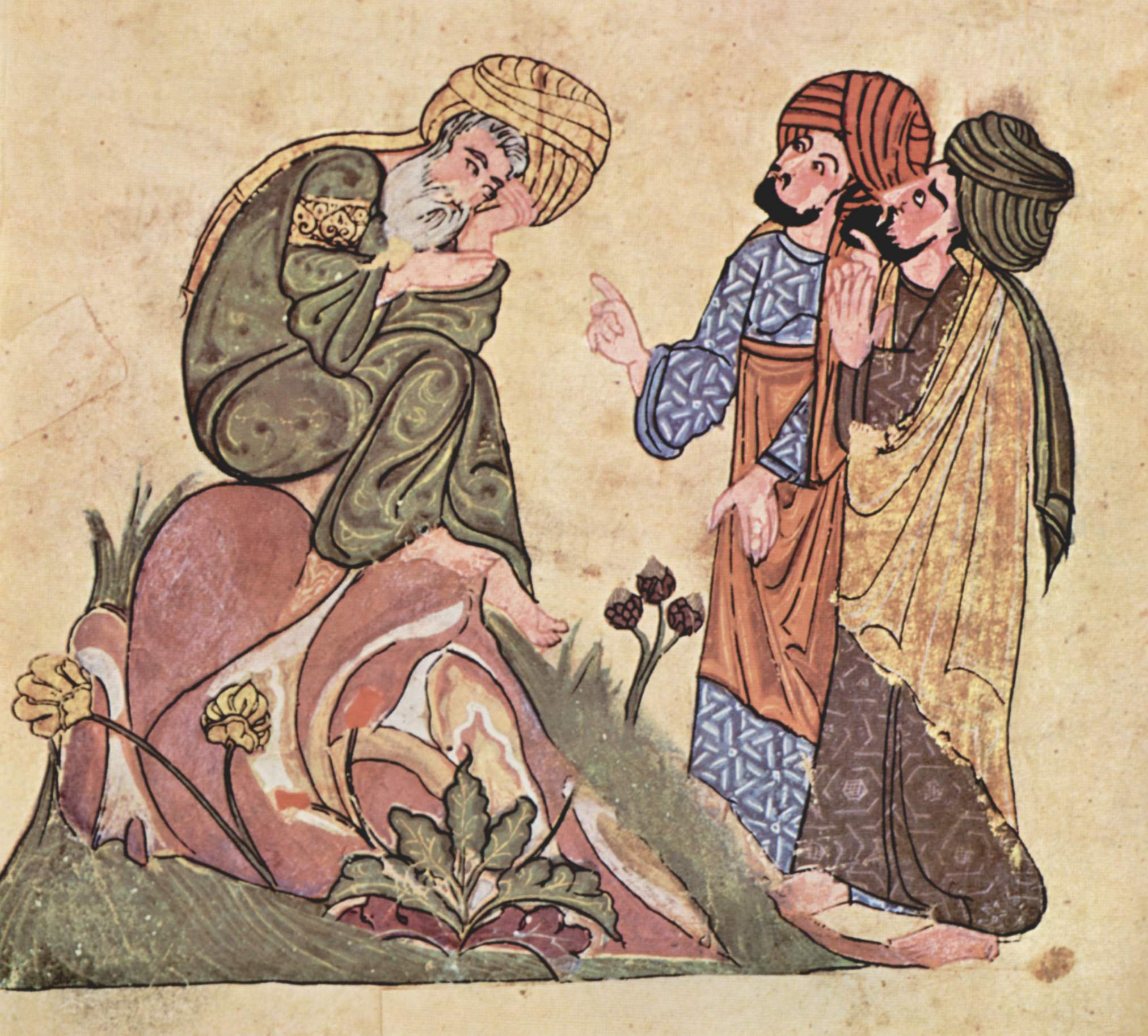
Socrate e due discepoli in un manoscritto miniato del Mukhtar al-ḥikam di Al-Mubaššir ibn Fatik

Nacque a Damasco ma visse principalmente in Egitto durante il califfato fatimide dell'XI secolo. Scrisse anche una cronaca storica del regno di al-Mustansir Billah. Tuttavia, il libro per il quale è famoso e l'unico esistente, Kitāb mukhtār al-ḥikam wa-maḥāsin al-kalim (مختار الحكم ومحاسن الكلم‎),  "massime e aforismi selezionati", è una raccolta di detti attribuiti agli antichi saggi (principalmente greci) tradotti in arabo. La data di composizione indicata dall'autore è 1048-1049. 

## Biografia
I dettagli biografici provengono da Uyūn al-Anbāʾ fī Ṭabaqāt al-Aṭibbā عيون الأنباء في طبقات الأطباء‎ di Ibn Abi Usaybi'a (عيون الأنباء في طبقات الأطباء‎, "la storia dei medici"). Secondo Ibn Abī Usaybi'a, Ibn Fātik apparteneva a una nobile famiglia e ricopriva la posizione di "emiro" alla corte dei Fatimidi durante il regno di al-Mustansir Billah. Era un bibliofilo appassionato, acquisì una grande collezione di libri, godette della compagnia di studiosi, e soprattutto si dedicò anch'egli allo studio. Studiò matematica e astronomia con il filosofo, matematico e astronomo Ibn al-Haytham (965-1040). Fu amico di Ibn al-Amidi e del medico, astrologo e astronomo Ali ibn Ridwan (988-1061). Alla sua morte, molti capi di Stato parteciparono al suo funerale. Secondo questa biografia, tale era la disaffezione di sua moglie, per mancanza di attenzione nei suoi riguardi, che gettò la maggior parte dei suoi libri nella piscina al centro della casa, libri che sono andati così perduti.

## Opere
Kitāb mukhtār al-ḥikam wa-maḥāsin al-kalim (مختار الحكم ومحاسن الكلم‎), il "Libro delle massime e degli aforismi selezionati", può essere descritto come una raccolta di biografie di ventuno "saggi", principalmente greci (ad esempio Seth, (Sedecia), Ermes, Omero, Solone, Pitagora, Ippocrate, Diogene, Platone, Aristotele, Galeno, Alessandro Magno), accompagnato dalle massime e dai detti a loro attribuiti. Le biografie sono in gran parte leggendarie e la maggior parte delle attribuzioni altamente dubbie. 

## Influenze
Il suo al-Mukhtar ebbe un grande successo nei secoli che seguirono, prima nel mondo arabo-musulmano dove fornì materiale di partenza agli studiosi successivi, come Muhammad al-Shahrastani nel suo libro Kitab al-wa-l-Milal Nihal e Shams al-Din al-Shahrazuri per il suo Nuzhat al-Arwah. 

## Traduzioni

### Spagnolo
- Los Bocados de Oro; tradotto nel regno di Alfonso X di Castiglia (1252–1284) fu la prima traduzione in un volgare dell'Europa occidentale.[2]

### Latino
- Liber Philosophorum Moralium Antiquorum dell'italiano Giovanni da Procida († 1298), amico e dottore dell'imperatore Federico II. Diverse prime traduzioni latine apparvero come florilegia ed estratti integrati in opere più ampie.

### Francese
- Les Dits Moraulx des Philosophes di Guillaume de Tignonville, ciambellano di re Carlo VI, in francese medio dalla traduzione latina. Dei cinquanta manoscritti esistenti, i più antichi risalgono al 1402. Le prime edizioni stampate furono realizzate a Bruges da Colard Mansion (nessuna data, forse 1477), a Parigi da Antoine Vérard nel 1486, da Jean Trepperel nel 1502, da Galliot du Pré nel 1531, ed altre (nove edizioni segnalate entro il 1533).

### Occitano
- Los Dichs dels Philosophes dalla traduzione francese di Tignonville.

### Inglese
- The Dicts or Sayings of the Philosophers (1450) di Stephen Scrope per il suo patrigno, John Fastolf. Traduzione in inglese medio.[3][4]
- The Dictes o Sayengis of the Philosophhres (1473) di Anthony Woodville.[5] William Worcester modificò la traduzione di Woodville e sembra che questa fosse la versione stampata da William Caxton nel suo laboratorio di Westminster il 18 novembre 1477, il primo libro stampato in Inghilterra, con il Credo degli Apostoli Tommaso d'Aquino, (Expositio in Symbolum Apostolorum) stampato il 17 dicembre 1468.

## Edizioni

### Arabo
- ʿAbd al-Raḥmān Badawī (ed. ), Mukhtār al-ḥikam wa-maḥāsin al-kalim, pubblicazione dell'Instituto de Estudios Egipcio Islámicos (Istituto egiziano per gli studi islamici), Madrid, 1958. 
Prima di questa edizione, erano state pubblicate solo le Vite di Alessandro Magno e di Aristotele:
  - Bruno Meissner, " Akhbar al-Iskandar di Mubachchir". Zeitschrift der Deutschen Gesellschaft morgenländischen, vol. 49, 1895, pagg. 583-627.
  - Julius Lippert, Studien auf dem Gebiete der griechisch-arabischen . Heft I, Brunswick, Richard Sattler, 1894, pagg.   3–38 ("Quellenforschungen zu den arabischen Aristoteles-biographien").

### Spagnolo medievale
- Hermann Knust (ed.), "Este libro es llamado bocados de oro, el qual conpuso el rrey Bonium, rrey de Persia".  Mittheilungen aus dem Eskurial, Bibliothek des literarischen Vereins in Stuttgart, CXLIV, Tübingen, 1879, pp.   66-394.
- Mechthild Crombach (ed.), "Bocados de oro: Seritische Ausgabe des altspanischen Textes". Romanistische Versuche und Vorarbeiten, 37. Seminario Romanischen der Universität Bonn, Bonn, 1971.

### Latino
- Ezio Franceschini (ed.), "Liber philosophorum moralium antiquorum". Atti del Reale istituto veneto di scienze, lettere ed arti, vol. 91, n. 2, 1931-1932, pagg. 393-597.

### Francese medievale
- Robert Eder (ed.), "Tignonvillana inedita". Romanische Forschungen, vol. 33. ( Ludwig-Maximilians-Universität München ), Erlangen, p. Junge, 1915, pagg. 851-1022.

### Inglese medio
- William Blades, The Dictes and Sayings of the Philosophers. Una riproduzione facsimile del primo libro stampato in Inghilterra da William Caxton nel 1477, (tradotto dal francese medievale da Anthony, Earl Rivers; a cura di William Caxton). Londra: Elliot Stock, 1877. Sebbene tre edizioni successive del libro siano state stampate nella vita di Caxton, della prima di queste edizioni, l'unica copia superstite con il marchio della tipografia di Caxton e datata 18 novembre 1477, è conservata presso la John Rylands Library. Manchester.